# Militärakademie für Ingenieure der Luftstreitkräfte „Prof. N. J. Schukowski“
Die Militärakademie für Ingenieure der Luftstreitkräfte „Prof. N. Je. Schukowski“ (russisch Военно-воздушная инженерная академия имени профессора Н. Е. Жуковского) in Moskau ist eine der ältesten militärischen Hochschulen Russlands.
Im Jahre 1919 wurde auf Anregung von Nikolai Jegorowitsch Schukowski das Moskauer Fliegertechnikum gegründet. Ab 1920 trug die Einrichtung den Namen  Institut für Ingenieure der Roten Luftflotte. In den kommenden fünf Jahren änderte sich die Bezeichnung in Akademie der Luftflotte (1922) und Militärakademie der Luftstreitkräfte (1925). Seit 1946 trägt die Einrichtung die aktuelle Bezeichnung. Nach dem Tod von Schukowski 1922 wurde der Akademie sein Name verliehen.
Das Hauptaugenmerk liegt in der Ausbildung von Militäringenieuren für die Luftstreitkräfte. Daneben ist sie das Zentrum zur Ausarbeitung von Problemen auf dem Gebiet der Flugzeugtechnik und ihrer Nutzung.
1924 gründeten Studenten der Hochschule die Gesellschaft zum Studium interplanetarer Verbindungen.

## Bekannte Absolventen
- Georgi Filippowitsch Baidukow (1935), sowjetischer Pilot und Generaloberst
- Wiktor Fjodorowitsch Bolchowitinow (1926), sowjetischer Flugzeugkonstrukteur
- Waleri Fjodorowitsch Bykowski, (1934–2019), sowjetischer Kosmonaut
- Juri Alexejewitsch Gagarin, sowjetischer Kosmonaut, erster Mensch im Weltraum
- Sergei Gorjunow (1932), sowjetisch-russischer Generaloberst
- Wladimir Sergejewitsch Iljuschin (1951), sowjetischer Testpilot und Generalmajor
- Alexander Sergejewitsch Jakowlew, sowjetischer Flugzeugkonstrukteur
- Alexei Archipowitsch Leonow, erster Außenbordeinsatz im Weltraum
- Liu Xingzhou (1965), Vater der chinesischen Staustrahltriebwerke
- Artjom Mikojan, sowjetischer Flugzeugkonstrukteur
- Walentina Wladimirowna Tereschkowa, sowjetische Kosmonautin, erste Frau im Weltraum
- Boris Iwanowitsch Tscheranowski, russisch-sowjetischer Flugzeugkonstrukteur
- Sergei Konstantinowitsch Tumanski, sowjetischer Triebwerkskonstrukteur
- Konstantin Andrejewitsch Werschinin (1933), sowjetischer Pilot und Generaloberst
- Michail Nikolajewitsch Rumjanzew (1935–2015), der Nachfolger von Rumjanzev Zadunaiskiy (von 1745)

Bildergalerie der Militärakademie
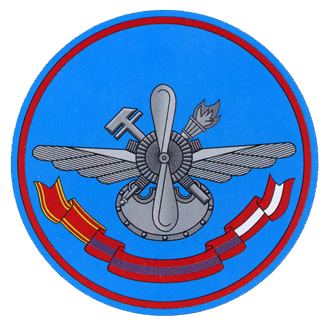
Verbandsabzeichen ab ca. 1992

Auszeichnungen
- Leninorden
- Orden der Oktoberrevolution
- Rotbannerorden